# Павлов, Илья Николаевич
Илья Николаевич Павлов (15 июня 1914, Сорокино, Смоленская губерния, Российская империя — 23 марта 1997, Москва) — советский метростроевец, Герой Социалистического Труда.

## Биография
Родился 15 июля 1914 года в деревне Сорокино (ныне — Вяземский район Смоленской области). Окончил начальную школу, затем работал в колхозе. С 1933 года жил в Москве, работал в «Метрострое» слесарем, проходчиком. Активно участвовал в строительстве большого количества станций Московского метрополитена. С 1949 году Павлов работал бригадиром бригады проходчиков СМУ № 6 «Метростроя». Его бригада много раз ставила рекорды проходки тоннелей, при этом делала свою работу на высоком уровне качества.
Указом Президиума Верховного Совета СССР от 18 марта 1963 года за «выдающиеся производственные успехи, достигнутые при сооружении Калужского радиуса Московского метрополитена» Илье Николаевичу Павлову было присвоено звание Героя Социалистического Труда с вручением ордена Ленина и золотой медали «Серп и Молот».
В 1975 году Павлов вышел на пенсию. Проживал в Москве.
Также награждён медалями.